# Naufrage (roman)
Pour les articles homonymes, voir Naufrage (homonymie).
Naufrage est un roman de Vincent Delecroix paru en 2023.

## Résumé
Inspiré du naufrage d'  une embarcation de migrants dans la nuit du 23 au 24 novembre 2021 dans laquelle vingt-sept personnes ont trouvé la mort, le roman ausculte la culpabilité d'une opératrice de ce centre de recherche et de sauvetage.

## Accueil
Le roman a fait partie de la première sélection du prix Goncourt 2023.